# Fenwick (Wirginia Zachodnia)
Fenwick – jednostka osadnicza w Stanach Zjednoczonych, w stanie Wirginia Zachodnia, w hrabstwie Nicholas.